# Hyalinobatrachium bergeri
Hyalinobatrachium bergeri är en groddjursart som först beskrevs av David Cannatella 1980.  Hyalinobatrachium bergeri ingår i släktet Hyalinobatrachium och familjen glasgrodor. Inga underarter finns listade i Catalogue of Life.